# 도다 우지타카
도다 우지타카(일본어: 戸田氏共, 가에이 7년 음력 6월 29일(1854년 7월 23일) ~ 쇼와 11년(1936년) 2월 17일)은 막말의 미노 오가키번 제11대 번주이다. 본성은 미카와 후지와라씨(三河藤原氏)이며, 가계는 오가키 도다 가이며 도다씨 중시조 도다 무네미쓰(戸田宗光)를 같은 시조로 하는 도다 마쓰다이라 가(도다 종가)와 동족이다. 위계는 종1위, 훈등은 훈1등, 작위는 백작이다. 오스트리아 전권대사, 식부장관(式部長官) 등을 역임하였다.

## 생애
가에이 7년(1854년) 7월 23일, 제9대 번주 도다 우지마사의 다섯째 아들로 태어난다. 게이오 원년(1865년) 10월 3일, 맏형인 제10대 번주 우지아키의 병사로 말기 양자로서 가독을 계승했다. 다음 게이오 2년(1866년) 7월 19일, 종5위 하채여정(下采女正)에 서임한다. 게이오 4년(1868년) 1월 10일, 도바 후시미 전투의 패전으로 신정부로부터 조적으로 입락금지(入洛禁止) 명령을 받았다. 그러한 상황 속에서, 이에노 오하라 데쓰마시가 번론을 킨노오(勤王)・쿄오준(恭順)에게 정리했다. 같은 해 1월 16일 씨공은 곧바로 상락하여 신정부에 사죄하고 관군의 도산도 친부시(東山道鎮撫使)의 선봉 역할을 맡게 되었다. 4월 15일, 정식으로 조적에서 제외되어 전후에는 일전해 상전록이 수여되었다.
메이지 2년(1869년) 6월 18일, 오가키번 지사로 취임한다. 메이지 3년(1870년) 윤10월 19일 대학 남교(南校)에 입학을 소망한다. 메이지 4년(1871년) 2월, 미국 유학을 위해 지번사직(知藩事職)을 사임한다. 동년 4월 4일에 요코하마항을 출발해, 남동생 우지마스등도 동행했다.
귀국 후의 1879년(메이지 12년) 10월에 문부성(文部省) 용건을 명령받았다. 1882년(메이지 15년) 이토 히로부미를 따라 유럽으로. 1884년(메이지 17년), 백작을 수여받는다. 1886년(메이지 19년) 3월에 공사관 참사관(公使館参事官), 1887년(메이지 20년) 5월에 변리 공사(弁理公使)로 누진해, 같은 해 6월에 오스트리아=헝가리 전권 공사(にオーストリア＝ハンガリー全権公使)가 되었다. 또한 1892년(메이지 25년) 궁내성의 수렵관(宮内省の狩猟官), 1897년(메이지 30년) 제릉두 겸 주렵관(諸陵頭兼主猟官), 1898년(메이지 31년) 식부관 겸 수렵관(式部官兼狩猟官), 1900년(메이지 33년) 5월에 궁중고문관(宮中顧問官), 1905년(메이지 38년) 9월에 식부장(式部長), 1908년(메이지 41년) 1월에 식부장관(式部長官)이 되었다. 1907년(메이지 40년) 11월, 훈일등서보장(等瑞宝章受章) 수상. 1921년(다이쇼 10년) 10월, 시키부(式部) 장관에서 퇴임한다. 1928년(쇼와 3년) 2월 1일 사향간지후(香香間至侯)의 분부로 명임한다.
1936년(쇼와 11년) 2월 17일, 구다이묘의 장수로서 83세로 사망했다. 도다 잇세이(戸田一西) 이후의 역대 당주와 함께 오가키(大垣)의 도키요(常葉) 신사에서 제신(祭神)으로 모셔져 있다. 데릴사위 우지히데(婿養子の氏秀, 오카와치 데루세이의 넷째 아들)는 요세하고 있었기 때문에 외손 우지타다(氏忠, 씨히데의 넷째 아들)가 가독을 이었다.